# 東広島市立高屋東小学校
東広島市立高屋東小学校（ひがしひろしましりつ たかやひがししょうがっこう）は、広島県東広島市高屋町白市にある市立小学校。

## 概要
東広島市の北東部にある。校区には古い町並みが残っているが、近年は住宅団地や工業団地も増えている。
住宅団地が増え，児童数が500名近くの規模になったことがあるが，現在は1学年1学級，200名規模である。
高屋東小学校保護者，高屋小学校教職員によってつくられた組曲「白山」があったが，現在では，再編集され，和楽器や白市歌舞伎を取り入れた組曲「絆」として毎年6年生が学習発表会等で発表をしている。
また，教職員によって作詞・作曲された「ＳＥＥ　ＹＯＵ　ＡＧＡＩＮ」が，卒業式や離退任式で歌い継がれている。

## 沿革
- 明治5年:白市芝居小屋を校舎にあて,講習館を創立されたのがはじめとされている。
- 明治7年:学制の改革により,校舎を養国寺あるいは民家を借りながら教育の基礎を築いていった。
- 明治10年:白市小学校に改称
- 明治19年:東高屋小学校に改称
- 明治20年:白市簡易小学校に改称
- 明治21年:白市尋常小学校に改称
- 明治24年:村内の三校（高屋東,高屋堀,白市）を統合し,東高屋村立東高屋尋常小学校となる。
- 明治30年:東高屋尋常高等小学校に改称。
- 昭和16年:東高屋国民学校に改称
- 昭和22年:賀茂郡東高屋村立東高屋小学校に改称
- 昭和30年:高屋町立高屋東小学校に改称
- 昭和49年:東広島市立高屋東小学校へと改称し,現在に至る。

## 学校行事
- 4月 - 入学式、遠足
- 5月 - 運動会、修学旅行（6年）
- 8月 - 平和集会
- 11月 - 学習発表会
- 3月 - 卒業式

## 通学区域
- 東広島市
  - 高屋台一丁目、二丁目
  - 高屋町貞重
  - 高屋町白市
  - 高屋町高屋東の一部
  - 高屋町高屋堀の一部

## 進学先中学校
- 東広島市立高屋中学校

## 周辺
- 旧木原家住宅 - 国指定重要文化財
- 白山城跡